# خفر السواحل (اليمن)

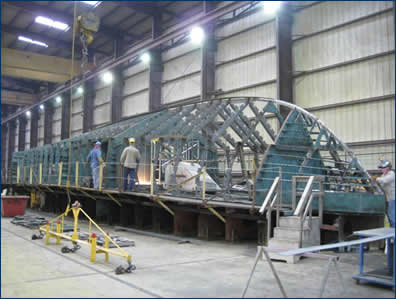
خفر السواحل التابع للولايات المتحدة قدمت المساعدة التقنية لخفر السواحل اليمنية.

خفر السواحل اليمنية (مصلحة خفر السواحل «رسمياً») تم تأسيسها في عام 2003. لها دور الدرك والملاحة في الموانئ والمياه الإقليمية اليمنية.
تمتلك اليمن أكثر من 2000 كيلو متر من الخط الساحلي.
وتتضمن واجبات خفر السواحل مكافحة التهريب والهجرة غير المشروعة والقرصنة.
قالت تقارير  اليمن بوست  أن قوات «خفر السواحل اليمنية» شاركت في القتال مع العناصر الفاسدة من أجهزة الأمن اليمنية الأخرى.
بعض من أسطولها كانت سابقا من سفن خفر السواحل في الولايات المتحدة، أو بنيت على نفس تصميم سفن أوسكج.
ووفقا  صحيفة وول ستريت جورنال  يمكن استئجار شركات الشحن لنا مدربين «خفر السواحل اليمنية» للمساعدة في حراسة سفنها خلال مرورها المياه اليمنية.

## المهام والاختصاصات
- حماية امن سيادة الجمهورية في البحر الإقليمي وفي المنطقة الاقتصادية الخاصة والجرف القاري وحراسة السواحل والجزر والمواني والمرافئ البحرية.
- مكافحة التهريب والتسلل والهجرة غير القانونية من وإلى أراضي الجمهورية عبر البحر.
- مكافحة تهريب المخدرات والمؤثرات العقلية وضبطها.
- مكافحة تهريب البضائع وضبطها وتقديمها للجهات المختصة قانوناً.
- مكافحة وضبط الاصطياد غير المشروع وجمع الاستدلالات عنها
- مكافحة القرصنة البحرية في البحر الإقليمي للجمهورية.
- الحفاظ على الأمن والنظام داخل المواني والمرافئ البحرية.
- ضبط المخالفات التي تحدث ضد البيئة ومكافحة التلوث البحري في البحر الإقليمي والمنطقة الخاصة والجرف القاري
- مراقبة حركة سير السفن في المرات الملاحية المعتمدة.
- تلبية طلبات الاستغاثة والمساعدة والإنقاذ للأرواح والسفن.